# Албрехт IV (Австрия)
Вижте пояснителната страница за други личности с името Албрехт IV.
Албрехт IV Търпеливия (на немски: Albrecht, II. von Habsburg, IV. von Österreich, das Weltwunder, Albrecht der Geduldige; * 19 или 20 септември 1377, Виена; † 25 август 1404) от фамилията на албертинските Хабсбурги, е херцог на Австрия (1395 – 1404).

## Произход и младежки години
Той е единственият син на херцог Албрехт III (1348 – 1395) и втората му съпруга Беатриса фон Нюрнберг (1362 – 1414), дъщеря на Фридрих V, бургграф на Нюрнберг, и съпругата му Елизабет фон Майсен (1329 – 1375).
Като младеж той посещава Светите земи и се връща обратно през пролетта 1396 г. За донесените от него съкровища той получава допълнителното име „Чудото на света“ („das Weltwunder“).

## Управление и конфликти
След смъртта на баща му на 29 август 1395 г. той поема управлението и веднага изпитва трудности с по-големия си братовчед херцог Вилхелм (1370 – 1406), син на чичо му херцог Леополд III (1351 – 1386), който иска цялото управление. Те се разбират на 22 ноември 1395 г. чрез договора от Холенбург за равноправно управление във всички страни. Доходите се разпределят по равно за всеки. Албрехт се подчинява на Вилхелм.
През 1400 г. той отива на поклонение в Светите земи и в Йерусалим става рицар на „Ордена на Светия гроб“.
Наред с конфликтите с Леополдинската линия на Хабсбургите, Албрехт IV взема активно участие в борбата за власт между наследниците на император Карл IV. През 1394 година Албрехт установява съюзни отношения с Йост, маркграф на Моравия, против неговия братовчед – германския крал Вацлав. Това води до серия погранични стълкновения с Прокоп – по-млад брат на Йост, но привърженик на Вацлав.
През 1402 година Албрехт IV сключва договор с унгарския крал Сигизмунд Люксембургски, насочен против Вацлав IV и Йост Моравски. Изпитващият постоянна нужда от военна и финансова помощ Сигизмунд обещава на Хабсбургите да им предаде Бранденбург, а така и правото на наследяване след неговата смърт на кралските престоли на Чехия и Унгария. На Сигизмунд се отдава да плени Вацлав IV, който той предава на Албрехт IV. Кралят се намира във Виена под арест от есента на 1402 година до есента на 1403 година, после му се отдава да избяга.
През 1404 година при военен поход против Бохемия, австрийските войски обсаждат Зноймо, който се владее от противника на Сигизмунд, Йост Моравски, но във войската избухва епидемия от дизентерия, от която Албрехт IV умира. Съществува версия, че той е отровен, а лекуващият го унгарски лекар използва обичайния за това време способ на лечение: провесва херцога надолу с главата, очаквайки, че отровата сама ще излезе от тялото. Умира в манастир Клостернойбург в Долна Австрия, погребан е в църквата „Свети Стефан“, Виена.
Понеже синът му, Албрехт (II, като херцог V), при неговата смърт е още малолетен, регентството поемат леополдинските му братовчеди Вилхелм, след това Леополд (1371 – 1411), и след него Ернст (1377 – 1424).

## Фамилия
Албрехт IV се жени на 24 април 1390 г. във Виена за принцеса Йохана София Баварска (1377 – 1410), дъщеря на херцог Албрехт I от Бавария (Вителсбахи) и първата му съпруга принцеса Маргарета от Лигнитц-Бриг (1342 – 1386), внучката на бохемския крал Вацлав II. Те имат две деца:
- Маргарета Австрийска (1395 – 1447) ∞ 1412 херцог Хайнрих Богатия
- Албрехт V (II) (1397 – 1439), крал на Унгария и Хърватия, римско-германски крал, крал на Бохемия и ерцхерцог на Австрия; ∞ 1421 принцеса Елизабет Люксембургска, дъщеря на римско-немския император Сигизмунд и втората му съпруга графиня Барбара фон Цили.

- херцог Албрехт IV Хабсбург
- Йохана София Баварска,
съпруга
- Албрехт V (II),
син